# Fresulfe
Fresulfe is een plaats (freguesia) in de Portugese gemeente Vinhais en telt 100 inwoners (2001).